# Yūji Mitsuya
Yūji Mitsuya (三ツ矢 雄二 Mitsuya Yūji?,  Toyohashi, Prefectura de Aichi, 18 de octubre de 1954) es un actor, seiyū y supervisor de sonido japonés, actualmente afiliado a Combination. Se graduó de la Universidad de Meiji. Se le conoce por sus papeles en Touch como Tatsuya Uesugi, Saint Seiya como Shaka de Virgo, Chōdenji Robo Combattler V como Hyōma Aoi, Kiteretsu Daihyakka como Kōji Togari y el doblaje japonés de Back to the Future como Marty McFly.
El 12 de enero de 2017, Mitsuya reveló que era gay durante un programa de televisión.

## Filmografía

### Anime
- Candy Candy (1976) como Archibald "Archie" Cornwell
- Chōdenji Robo Combattler V (1976) como Hyoma Aoi
- Sasuga no Sarutobi (1982) como Sarutobi Nikumaru
- Captain Tsubasa (1983) como Shun Nitta
- Biniki, el dragón rosa (1983) como Pira-Pira
- Georgie! (1983) como Royal
- Choriki Robo Galatt (1984) como Saradaayu
- Glass no Kamen (1984) como Sakurakouji Yuu
- Touch (1985) como Tatsuya Uesugi
- Saint Seiya (1986) como Virgo Shaka
- Alegre Juventud (1987) como Yusaku Takasugi
- Anpanman (1988) como Katsudonman y Hamburger Kid
- Dragon Ball Z (1989) como Kaio-shin, Gregory
- Ranma ½ (1989) como Ono Tofu-sensei
- Time Quest, La Máquina del Tiempo (1989) como Hayato Shindou
- Akazukin Chacha (1994) como Sorges, Yordas, Haideyans
- Nurse Angel Ririka SOS (1995) como Kurumi Moriya
- PaRappa the Rapper (2001) como Hairdresser Octopus
- Stitch! (2008) como Pleakley
- Kuchu Buranko (2009) como Irabu Ichiro (joven)
- Nichijou (2011) como Clay
- Toriko (2011) como Grinpatch
- Digimon Xros Wars (2011) como SuperStarmon
- Gon (2012) como Choro
- Smile PreCure! (2012) como Joker
- Space Dandy (2014) como CEO
- One Piece (2015) como Pica
- Saint Seiya: Soul of Gold (2015) como Virgo Shaka
- Junji Ito Collection (2018) como Souichi Tsujii
- Pop Team Epic (2018) como Popuko

### OVAs
- Space Family Carlvinson (1988) como Andy
- Devil Hunter Yohko (1990) como Madoka Mano
- Legend of the Galactic Heroes como Heinrich Von Kümmel
- Megazone 23 como Mōri
- Starship Troopers como Carl
- Vampire Princess Miyu como Lémures

### Películas
- Candy Candy – Candy no Natsu Yasumi (1978)
- Natsu e no Tobira (1981) como Claude
- Godmars (1982) como Marg
- Doraemon: Nobita and the Castle of the Undersea Devil (1983) como Underwater Buggy
- Doraemon: Nobita's Little Star Wars como LocoRoco
- Doraemon: Nobita and the Steel Troops (1986) como Micros
- Touch: Sebangou no Nai Ace (1986) como Tatsuya Uesugi
- Touch 2: Sayounara no Okurimono (1986) como Tatsuya Uesugi
- Bug-tte Honey: Megaromu Shojo Ma 4622 (1987) como Wannappu
- Saint Seiya: Evil Goddess Eris (1987) como Lyra Orpheus
- Touch 3: Don't Pass Me By (1987) como Tatsuya Uesugi
- Doraemon: The Record of Nobita's Parallel Visit to the West (1988) como Time Machine
- Doraemon: Nobita and the Birth of Japan (1989) como Time Machine
- Anpanman: Baikinman's Counterattack (1990) como Katsudonman
- Magical Taluluto (1991) como Tabashiba
- Yu Yu Hakusho The Movie: Poltergeist Report (1994) como Majari
- Sakura Wars: The Movie (2001) como Musei Edogawa
- Anpanman: Gomira's Star (2001) como Katsudonman
- Anpanman: Dolly of the Star of Life (2006) como Katsudonman
- Anpanman: Kokin-chan and the Blue Tears (2006) como Katsudonman
- Anpanman: Purun of the Bubble Ball (2007) como Katsudonman
- Anpanman: Rinrin the Fairy's Secret (2008) como Katsudonman
- Dragon Ball Z: la batalla de los dioses (2013) como Kibito Kaioushin
- Toriko the Movie: Bishokushin's Special Menu (2013) como Grinpatch
- Anpanman: Take It! Wishes for Everybody Apple Boy (2014) como Hamburger Kid

### Videojuegos
- Brave Fencer Musashi como Rādo
- Kingdom Hearts como Doctor Finklestein
- Kingdom Hearts II como Doctor Finklestein, Timon
- Super Robot Taisen como Aoi Hyouma
- Dragon Quest Heroes II (2016)

### Tokusatsu
- X-Bomber (1980) como PP Adamsky
- Kamen Rider × Kamen Rider Wizard & Fourze: Movie War Ultimatum (2012) como Gahra
- Kaitou Sentai Lupinranger VS Keisatsu Sentai Patranger (2018) como GoodStriker (eps 2 - 13, 15-)
- Kaitou Sentai Lupinranger VS Keisatsu Sentai Patranger en Film (2018) como GoodStriker

### Doblaje
- The Lion King como Timón
- The Lion King 2 como Timón
- The Lion King 1½ como Timón
- Toy Story como Rex
- Toy Story 2 como Rex
- Toy Story 3 como Rex